# Мосорівка
Мосорівка — село в Україні, у Вікнянській сільській громаді Чернівецького району Чернівецької області.

## Назва
До 2005 року називалось Мусорівка. На карті 1-го австрійського знімання (80-ті рр. 18 ст.) село значиться під назвою Masuriuka. Отже, назва села може звучати як «Мазурівка», що неодмінно було б зауважено поляками. Натомість польський Географічний словник Королівства Польського поданими назвами (польською, українською і румунською) заперечує таку версію.

## Населення
Згідно з переписом УРСР 1989 року чисельність наявного населення села становила 359 осіб, з яких 143 чоловіки та 216 жінок.
За переписом населення України 2001 року в селі мешкало 311 осіб.

### Мова
Розподіл населення за рідною мовою за даними перепису 2001 року:
| Мова       | Відсоток |
| ---------- | -------- |
| українська | 99,36 %  |
| російська  | 0,32 %   |
| інші       | 0,32 %   |

## Відомі люди

### Уродженці села
- Шевчук Емануїл Емануїлович (07.08.1944) — український журналіст. Член Спілки журналістів СРСР.

### Загинули
- Антонюк Григорій Гнатович-«Артем» — керівник Заставнівського районного проводу ОУН (03.-06.1948).
- Крейторик Андрій Андрійович-«Грізний» — лицар Бронзового хреста бойової заслуги УПА.

## Охорона природи
Біля села розташований Митківський іхтіологічний заказник.